# Willewah
Willewah (Walwáma, Joseph's band), jedna od skupina Nez Percé Indijanaca čiji je dom bio na području doline Wallowa u Oregonu. Lewis i Clark spominju ih 1805. i procjenjuje im broj na oko 500. Oni će kasnije postati poznati kao Josephova banda (Joseph's band), koja je 1877. podigla Nez Percé ustanak.  
Spinden (1908) kojeg navodi Swanton naziva ih Walwáma. Potomci im danas žive na rezervatu Colville u Washingtonu, gdje ih je 1909. bilo 97.